# Зигфрид (опера)
Зигфрид је трећа опера у тетралогији епских опера Прстен Нибелунга немачког композитора Рихарда Вагнера. Вагнер првобитно није намеравао да створи тетралогију већ само херојску оперу у три чина Зигфридова смрт из које су на крају произашле четири опере. Премијера Зигфрида је изведена у Бајројту, 16. августа 1876. године. Остале три опере у циклусу су Рајнско злато, Валкира и Сумрак богова.

## Лица
- Зигфрид, тенор.
- Брунхилда, сопран.
- Путник (Вотан), бас.
- Миме, тенор.
- Алберих, бас.
- Фафнер, бас.
- Ерда, алт.
- Шумска птица, сопран.

## Синопсис

### Чин први
Патуљак Миме, брат Албериха, кује мач у својој шумској пећини. Кује мач за младог Зигфрида, момка кога је одгајио да би овај за њега убио џина Фафнера, који се претходно претворио у змаја користећи чаробни Тарнхелм. Али Зигфрид је успео да поломи сваки мач који би Миме за њега исковао. Младић се враћа из шуме и захтева да му Миме каже ко су му били родитељи, па је Миме приморан да му исприча како је у свој дом примио Зиглинду, Зигфридову мајку, која је затим умрла при порођају. Када је умрла, Мимеу је оставила остатке скршеног мача Нотунга, за који Зигфрид Мимеу наређује да буде поново искован.
Када је поново отишао Зигфрид, Миме је био очајан јер је знао да није способан да поново искује чаробни мач. Тада се изненадно појављује Вотан прерушен у старца луталицу и, разговаравши са Мимеом, понуди да му овај постави три загонетке, а ако Вотан не успе да одговори тачно, изгубиће главу. Миме пристаје и поставља му следеће загонетке: које расе настањују подземље, површину и небо. Вотан тачно одговори да су то Нибелунзи, џинови и богови. Сада Миме мора да одговори на Вотанове загонетке: која је раса Вотану најмилија, а истовремено од њега највише испаштала; које сечиво може да убије Фафнера; ко може да искује то сечиво. Миме успешно одговори на прве две питалице (Велзунзи и Нотунг), али на последње не зна да одговори. Вотан га поштеди и каже му да је то само онај, ко не зна за страх. Затим оставља Мимеа и одлази, након што је Мимеу рекао како његову главу оставља том човеку.
Враћа се Зигфрид, који је изнервиран Мимеовим неуспехом. Патуљак схвата да једина ствар коју Зигфрида још није научио јесте страх, па му понуди да га научи. Овај одушевљено прихвата, радознао, а затим сам успешно искује Нотунг. Миме се сети како је Вотан, поштедевши га, његову главу оставио ономе ко не зна за страх, па тајно скува отров за Зигфрида, који ће му дати након што је змај убијен.

### Чин други
Алберих је испред Фафнерове пећине и размишља о чаробном прстену. Долази Вотан и њих двојица се одмах препознају. Када Алберих каже како намерава од Фафнера да узме прстен и завлада светом, Вотан одговара како он нема намеру да отме прстен од змаја. Затим пробуди змаја и упозори га да долази јунак који жели да се бори с њим; Фафнер је равнодушан. Алберих искористи прилику да од њега затражи прстен, али овај одбије његов захтев и поново усни у пећини. Одлазе и Алберих и Вотан.
Долазе Миме и Зигфрид. Миме оставља Зигфрида да се бори против Фафнера и одлази док се бој не сврши. Зигфрид најпре неко време размишља о својим родитељима. Кад зачује песму шумске птичице, покушава од трске да направи фрулу и одговори јој, али му то не полази за руком. Затим узима свој ловачки рог и задува, позивајући Фафнера. Змај се појављује и њих двојица се боре; Зигфрид побеђује. Пре него што умре, Фафнер, сазнавши Зигфридово име, упозорава га да се пази издаје. Извлачећи мач из леша, Зигфрид се порска змајевом крвљу, која га опече, па он инстинктивно стави прст у уста. Задивљено схвати да, полизавши змајеву крв, добио је способност да разуме песму шумске птице. Она му каже да узме из Фафнеровог блага чаробни прстен и Тарнхелм. Зигфрид одлази у пећину.
Долази Миме да се увери у Фафнерову смрт. Истовремено долази и Алберих. Браћа патуљци се свађају око тога ко ће узети прстен и благо. Видевши да се враћа Зигфрид, Алберих одлази, а Миме се прикрије. Зигфрид са собом носи Тарнхелм и прстен; птица му пева да Миме спрема издајство.
Патуљак се опет појави. Нуди Зигфриду отров, али овај га убије.
Сада птица Зигфриду пева о прелепој Брунхилди која успавана лежи на стени окруженој пламеном. Зигфрид је очаран и почне да прати птицу, која га води ка Брунхилдиној стени.

### Чин трећи
Вотан се појављује у подножју Брунхилдине стене. Ту дозива богињу земље и мудрости Ерду. Ерда се чини збуњена и не успева да га посаветује. Вотан јој каже како се више не плаши краја богова, већ то прижељкује, како би своју моћ у наследство оставио Зигфриду. Зигфрид је отпоран на проклетство прстена, јер не зна за страх. Такође каже да ће Брунхилда, његова и Ердина ћерка, извршити дело које ће искупити свет.
Долази Зигфрид, а Вотан почне да га испитује. Зигфрид не зна да је Вотан, у ствари, његов деда, па арогантно одговара на његова питања и покушава да настави пут ка Брунхилдиној стени. Вотан му препречи пут, говорећи му како би скршио његову моћ ако прође кроз ватру. Зигфрид ипак навали да прође, па Нотунгом сломи Вотаново копље, којим му је овај препречио пут. Вотан смирено покупи крхотине свог копља, поражено дозволи Зигфриду да прође и нестане. Зигфрид настави пут ка стени.
Прошавши кроз ватру и попевши се на стену, Зигфрид угледа Брунхилдино успавано тело, али, пошто она носи оклоп, мисли да је мушко. Полако јој скине оклоп и схвати да је она жена - нешто што никада раније није видео. Не знајући шта да ради, Зигфрид по први пут осети страх и, опијен њеном лепотом, а истовремено очаран, пољуби је. Брунхилда се пробуди. Првобитно је несигурна, али је убрзо опчињена Зигфридовом љубављу и узвраћа му осећања. Брунхилда се одриче света богова и њих двоје заједно певају о „светлој љубав и радосној смрти“.